# Susceptibilidad magnética
En electromagnetismo, se denomina susceptibilidad magnética {\displaystyle \chi } (del lat. susceptibilis, "receptivo") a una constante de proporcionalidad adimensional que indica el grado de sensibilidad a la magnetización de un material influenciado por un campo magnético. Un parámetro al que está directamente relacionado es al de la permeabilidad, la cual expresa la magnetización total por unidad de volumen.

## Definición de susceptibilidad volumétrica
La susceptibilidad magnética volumétrica, representada como {\displaystyle \chi _{v}} (en ocasiones solamente {\displaystyle \chi } o también escrito como {\displaystyle \chi _{m}} para distinguirla de la susceptibilidad eléctrica), está definida en el Sistema Internacional por la siguiente relación:
{\displaystyle \mathbf {M} =\chi _{v}\mathbf {H} },
donde:
M es la magnetización del material (o momento magnético por unidad de volumen), medido en amperes dividido por metro;
H es la intensidad de campo magnético, también dado en amperes partido por metro
de donde se desprende que {\displaystyle \chi _{v}} es una magnitud adimensional.
La inducción magnética B puede calcularse mediante:
{\displaystyle \mathbf {B} \ =\ \mu _{0}(\mathbf {H} +\mathbf {M} )\ =\ \mu _{0}(1+\chi _{v})\mathbf {H} \ =\ \mu \mathbf {H} }
donde μ0 es la permeabilidad magnética del vacío y {\displaystyle (1+\chi _{v})} representa la permeabilidad relativa del material. Se sigue que la susceptibilidad magnética volumétrica {\displaystyle \chi _{v}} y la permeabilidad magnética {\displaystyle \mu } se relacionan mediante la siguiente fórmula:
{\displaystyle \mu =\mu _{0}(1+\chi _{v})\,} .
En ocasiones se emplea una cantidad auxiliar denominada "intensidad de magnetización" (o polarización magnética I), dada en teslas, definida como:
{\displaystyle \mathbf {I} =\mu _{0}\mathbf {M} \,} .
Esto permite una descripción alternativa del fenómeno de magnetización empleando los términos I y B, en lugar de M y H.

## Susceptibilidad de masa y susceptibilidad molar
Existen otros de susceptibilidad, la susceptibilidad magnética de masa, (χmasa o χg, en ocasiones χm), en unidades de m³·kg−1 en el SI o en cm³·g−1 en CGS, y la susceptibilidad magnética molar (χmol) medida en m³·mol−1 (SI) o cm³·mol−1 (CGS), definidas a continuación, donde ρ es la densidad en kg·m−3 (SI) o g·cm−3 (CGS) y M es la masa molar en kg·mol−1 (SI) or g·mol−1 (CGS).
{\displaystyle \chi _{\text{masa}}=\chi _{v}/\rho }
{\displaystyle \chi _{\text{mol}}=M\chi _{\text{masa}}=M\chi _{v}/\rho }

## Señales de susceptibilidad: diamagnetismo y otras manifestaciones magnéticas
Si χ es positiva para un material, este puede ser paramagnético. En tal caso, un campo magnético que lo atraviese se verá fortalecido por efecto de magnetización inducida. Por el contrario, si χ es negativa, el material es diamagnético y un campo magnético que le atraviese será debilitado. En forma general los materiales no magnéticos pueden ser para- o diamagnéticos pues no conservan un estado magnetizado permanentemente cuando la influencia magnética externa se extingue. Los materiales ferromagnéticos, ferrimagnéticos o antiferromagnéticos tienen susceptibilidad magnética positiva y mantienen su estado de magnetización después de que el campo que lo ha causado ya no existe.

## Métodos experimentales de determinar la susceptibilidad magnética
La susceptibilidad magnética volumétrica puede medirse como una fuerza experimentada por una sustancia cuando se le aplica un campo magnético gradiente. En primeras experimentaciones, se medía empleando una balanza de Gouy, donde se colgaba una muestra del material entre los polos de un electroimán. El cambio de peso experimentado cuando éste se encendía es proporcional a la susceptibilidad magnética de la muestra. Hoy en día se emplean imanes superconductores. Un método alternativo y de mucho uso en la actualizad es la llamada balanza de Evans, en la que se mide la fuerza de deflexión en dos pares de imanes. Para muestras líquidas, la susceptibilidad puede medirse por la dependencia de la frecuencia en su resonancia magnética nuclear.

## Ejemplos
| Material                                           | Temperatura          | Presión | {\displaystyle \chi _{\text{mol}}} (susc. molar) | {\displaystyle \chi _{\text{mol}}} (susc. molar) | {\displaystyle \chi _{\text{masa}}} (susc. de masa) | {\displaystyle \chi _{\text{masa}}} (susc. de masa) | {\displaystyle \chi _{v}} (susc. volumétrica) | {\displaystyle \chi _{v}} (susc. volumétrica) | M (masa molar)           | {\displaystyle \rho } (densidad) |
| -------------------------------------------------- | -------------------- | ------- | ------------------------------------------------ | ------------------------------------------------ | --------------------------------------------------- | --------------------------------------------------- | --------------------------------------------- | --------------------------------------------- | ------------------------ | -------------------------------- |
| Unidades                                           | (°C)                 | (atm)   | SI (m³·mol−1)                                    | CGS (cm³·mol−1)                                  | SI (m³·kg−1)                                        | CGS (cm³·g−1)                                       | SI                                            | CGS (emu)                                     | (10−3 kg/mol) or (g/mol) | (103 kg/m³) o (g/cm³)            |
| agua                                               | 20                   | 1       | −1.631×10−10                                     | −1.298×10−5                                      | −9.051×10−9                                         | −7.203×10−7                                         | −9.035×10−6                                   | −7.190×10−7                                   | 18.015                   | 0.9982                           |
| bismuto                                            | 20                   | 1       | −3.55×10−9                                       | −2.82×10−4                                       | −1.70×10−8                                          | −1.35×10−6                                          | −1.66×10−4                                    | −1.32×10−5                                    | 208.98                   | 9.78                             |
| diamante                                           | temperatura ambiente | 1       | −7.4×10−11                                       | −5.9×10−6                                        | −6.2×10−9                                           | −4.9×10−7                                           | −2.2×10−5                                     | −1.7×10−6                                     | 12.01                    | 3.513                            |
| grafito {\displaystyle \chi _{\perp }}(al eje "c") | temperatura ambiente | 1       | −7.5×10−11                                       | −6.0×10−6                                        | −6.3×10−9                                           | −5.0×10−7                                           | −1.4×10−5                                     | −1.1×10−6                                     | 12.01                    | 2.267                            |
| grafito {\displaystyle \chi _{\|\|}}               | temperatura ambiente | 1       | −3.2×10−9                                        | −2.6×10−4                                        | −2.7×10−7                                           | −2.2×10−5                                           | −6.1×10−4                                     | −4.9×10−5                                     | 12.01                    | 2.267                            |
| grafito {\displaystyle \chi _{\|\|}}               | -173                 | 1       | −4.4×10−9                                        | −3.5×10−4                                        | −3.6×10−7                                           | −2.9×10−5                                           | −8.3×10−4                                     | −6.6×10−5                                     | 12.01                    | 2.267                            |
| He                                                 | 20                   | 1       | −2.38×10−11                                      | −1.89×10−6                                       | −5.93×10−9                                          | −4.72×10−7                                          | −9.85×10−10                                   | −7.84×10−11                                   | 4.0026                   | 0.000166                         |
| Xe                                                 | 20                   | 1       | −5.71×10−10                                      | −4.54×10−5                                       | −4.35×10−9                                          | −3.46×10−7                                          | −2.37×10−8                                    | −1.89×10−9                                    | 131.29                   | 0.00546                          |
| O2                                                 | 20                   | 0.209   | 4.3×10−8                                         | 3.42×10−3                                        | 1.34×10−6                                           | 1.07×10−4                                           | 3.73×10−7                                     | 2.97×10−8                                     | 31.99                    | 0.000278                         |
| N2                                                 | 20                   | 0.781   | −1.56×10−10                                      | −1.24×10−5                                       | −5.56×10−9                                          | −4.43×10−7                                          | −5.06×10−9                                    | −4.03×10−10                                   | 28.01                    | 0.000910                         |
| Al                                                 |                      | 1       | 2.2×10−10                                        | 1.7×10−5                                         | 7.9×10−9                                            | 6.3×10−7                                            | 2.2×10−5                                      | 1.75×10−6                                     | 26.98                    | 2.70                             |
| Ag                                                 | 961                  | 1       |                                                  |                                                  |                                                     |                                                     | −2.31×10−5                                    | −1.84×10−6                                    | 107.87                   |                                  |